# Necroscia flavogranulosa
Necroscia flavogranulosa är en insektsart som beskrevs av Günther 1943. Necroscia flavogranulosa ingår i släktet Necroscia och familjen Diapheromeridae. Inga underarter finns listade i Catalogue of Life.